# بیل‌کله
بیل‌کله (نام علمی: Sphyrna tiburo) نام یک گونه از تیره کوسه سرچکشی است.